# Aldo Cabizza
Aldo Cabitza (Codrongianos, 15 settembre 1929 – Sassari, 15 marzo 2013) è stato un chitarrista italiano, esponente del canto sardo a chitarra, del secondo dopoguerra.
Figlio d'arte, infatti suo padre Nicolino era stato uno stimato chitarrista di cantu a chiterra, aveva appreso da giovanissimo la tecnica. 
Aveva collaborato nel disco d'esordio di Maria Carta e nel successivo Paradiso in re (1971).

## Discografia

### 45 giri
- 1971 - Ninna nanna/Muttos de amore (Tirsu, TR 140) con Maria Carta
- 1971 - Adiu a mama/Antoneddu Antoneddu (Tirsu, TR 141) con Maria Carta
- 1971 - Trallallera corsicana/La ragazza moderna (Tirsu, TR 144) con Maria Carta

### 33 giri/MC/CD
- 1971 - Sardegna canta (LP) (Tirsu, LIP 317) con Maria Carta
- 1971 - Paradiso in Re (2 LP) (RCA, IL 00100-2; ristampa: TCL 1-1089) con Maria Carta
- 1974– Ave Maria (LP) (RCA – TCL1-1090) con M. Carta